# Ампір (кінотеатр)
Кінотеатр «Ампір» — нині закритий і один з найстаріших кінотеатрів в місті. Будівля розташована в Херсоні на вулиці Театральній (кол. Горького), 17.

## Історія

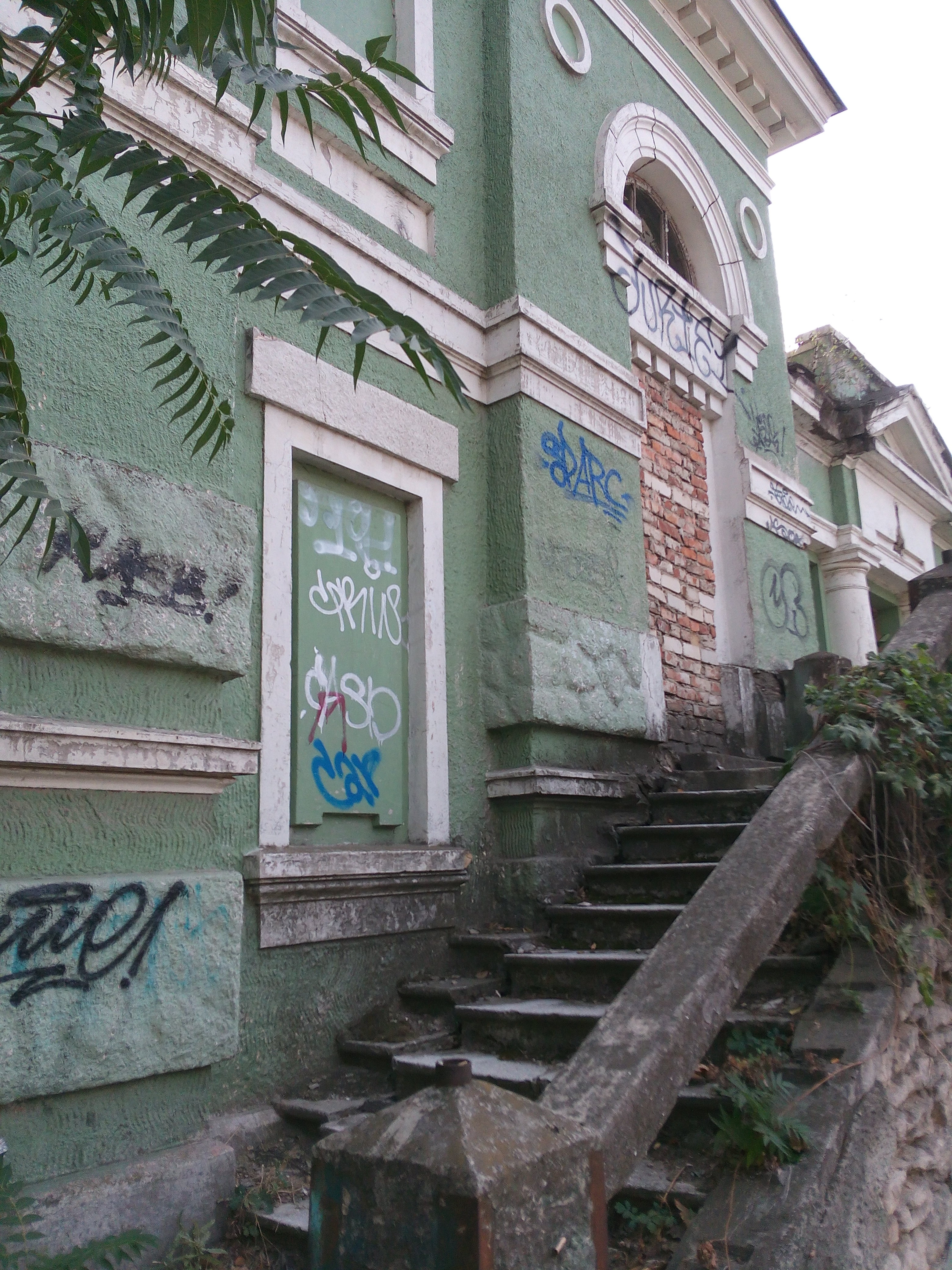
Вид на кінотеатр з іншого боку будівлі

Кінотеатр був відкритий у 1915 році місцевим бізнесменом Ішаєю Спектр, а сама будівля була побудована наприкінці XIX — початку XX століття.
Ампір швидко отримав значно популярність серед жителів Херсона, адже на момент відкриття і до самого перевороту 1917 року він залишався провідним кінотеатром міста та одним з перших подібних культурних установ у ньому. В Ампірі демонструвалися всі сучасні на той момент кінофільми: як виробництва російської імперії так й іноземні.
Незабаром після приходу до влади більшовиків — у 1920 році кінотеатр був експропрійований, а 1924 року йому було присвоєно назву «Держкіно ім. „Комінтерну“»
З 1930 року кінотеатр, вперше в історії міста почав прокат кінострічок зі звуком, однак, через прихід радянської влади асортимент фільмів помітно скоротився і тепер там демонструвалися винятково стрічки радянського виробництва, в тому числі й пропагандистського напрямку.
Під час німецько-радянської війни, навіть перебуваючи під окупацією нацистської Німеччини кінотеатр продовжував активно працювати, за винятком днів особливо кровопролитних боїв, проте тепер — під ім'ям «Глорія». Під час боїв за Херсон кінотеатр був лише незначно пошкоджений, а через 3 місяці після відновлення контролю РСЧА над містом в 1944 році робота кінотеатру була відновлена.
Через кілька років після завершення війни, у 1947 році була проведена велика реконструкція будівлі і з того часу й до самого свого закриття в кінці 1990-х років він продовжував активно працювати.
У 1996-1998 роках кінотеатр часто піддавався актам вандалізму та грабежів, у 1998 році кінотеатр «Ампір» був підпалений, в результаті чого сильно постраждав. Того ж року він був остаточно закритий, а у 2009 році проданий приватній особі.
На 2020 рік будівля пустує і поступово приходить в запустіння.